# كهف سوفولار
كهف سوفولار (بالتركية: Sofular Mağarası)‏ هو كهف استعراضي يقع في قرية سوفولار في محافظة زانغولداك، شمال تركيا.